# Dynamenella quadrilirata
Dynamenella quadrilirata là một loài chân đều trong họ Sphaeromatidae. Loài này được Kensley miêu tả khoa học năm 1984.